# Matundo
Matundo é uma bairro da cidade de Tete, situada na província de Tete, em Moçambique, sendo um dos nove Bairros Municipais que compõem o município.
O bairro está localizado na margem esquerda do rio Zambeze, tendo, em 2007, uma população de 18.795 habitantes. A sua expansão ocorreu de forma desordenada, sem planificação, nas décadas 1980 e 1990, como resultado da migração de populações rurais forçadas pela guerra civil e depois pela busca de melhores condições de
vida.
Matundo exibe uma grande deficiência no que toca a infraestruturas, com arruamentos irregulares e sujeitos a erosão, e a quase inexistência de serviços públicos como o abastecimento de água, energia eléctrica e saneamento.